# 도호쿠 지방 태평양 앞바다 지진에 관한 천황 폐하의 말씀
도호쿠 지방 태평양 앞바다 지진에 관한 천황 폐하의 말씀(일본어: 東北地方太平洋沖地震に関する天皇陛下のおことば とうほくちほうたいへいようおきじしんにかんするてんのうへいかのおことば[*])은 2011년 3월 16일 오후 4시 35분(일본 표준시)에 방송된 일본 125대 천황 아키히토가 비디오 영상을 통해 일본 국민에게 발표한 말씀(おことば)이다. 정식 명칭이 정해지지 않아 일본 내에서는 단순하게 비디오 메시지나 말씀이라 불리기도 하나, 일본 궁내청 공식 홈페이지에서는 "도호쿠 지방 태평양 앞바다 지진에 관한 천황 폐하의 말씀"이라는 제목을 사용하고 있다.

## 설명
2011년 3월 15일, 천황은 궁내청 장관, 시종장과의 상의를 통해 대국민 메시지를 방영하기로 결정하고 미치코 황후와의 의견 조율과 상의를 통해 원고를 작성하여 다음 날인 3월 16일 오전에 원고 대본을 완성하였다. 메시지 내용은 도호쿠 지방 태평양 해역 지진(동일본대지진) 및 후쿠시마 제1 원자력 발전소 사고의 상황에 대한 우려와 방재 관계자들의 재해 처리 능력에 대한 칭찬, 지진과 쓰나미, 원자력 사고의 이재민들에게 격려하는 내용으로 이루어져 있다.
오후 4시 35분 일본방송협회(NHK)를 비롯한 일본 내의 여러 방송국이 녹화한 방송 메시지를 특별보도 방식으로 방송하였다. 도쿄 주재 방송국 중 유일하게 이 메시지를 송출하지 않은 곳은 테레비 도쿄 방송국 한 곳 뿐으로 이곳은 정규방송인 레이디즈 포를 방영하였다. 여기에 방송 도중 긴급정보가 생길 경우 천황은 그쪽 보도를 우선적으로 해달라고 각 방송국에 말했다.
일본 천황이 불특정 다수의 일본 국민에게 대중 매체를 통해 메시지를 전달한 것 때문에 1945년 8월 15일에 방송했던 옥음방송과 비교했고, 일부에선 헤이세이의 옥음방송이라고도 부른다.

## 같이 보기
- 도호쿠 지방 태평양 해역 지진의 피해
- 옥음방송